# 제20회 제주국제장애인인권영화제
제20회 제주국제장애인인권영화제는 2019년 11월 7일에 열린 시상식이다.

## 수상 및 후보

### 대상
- 애린 - 조승연 수상

### 우수상
- 손과 날개 - 변성빈 수상

### 장려상
- 블라인드 파티 - 이재현 수상

### 인권상
- 터치 - 이미지 수상

### 관객심사단상
- 별들은 속삭인다 - 여선화 수상
- 민혁이 동생 승혁이 - 김덕근 수상